# Fergana Challenger 2001
Il Fergana Challenger 2001 è stato un torneo di tennis facente parte della categoria ATP Challenger Series nell'ambito dell'ATP Challenger Series 2001. Il torneo si è giocato a Fergana in Uzbekistan dal 7 al 12 maggio 2001 su campi in cemento.

## Vincitori

### Singolare
Ivo Heuberger ha battuto in finale  Fredrik Jonsson con il punteggio di 4–6, 7–5, 6–2

### Doppio
Rik De Voest /  Igor' Kunicyn hanno battuto in finale  Simon Larose /  Michael Tebbutt con il punteggio di 6–1, 6(4)–7, 6–3